# Eric Quigley
Eric Quigley (* 30. Januar 1989 in Cincinnati) ist ein ehemaliger US-amerikanischer Tennisspieler.

## Karriere
Eric Quigley spielte hauptsächlich auf der ATP Challenger Tour und der ITF Future Tour. Er feierte einen Einzel- und acht Doppelsiege auf der Future Tour. Auf der Challenger Tour gewann er an der Seite von Nicolas Meister das Doppelturnier von Dallas im Jahr 2016.
Sein Debüt im Einzel auf der ATP World Tour gab er im Februar 2015 bei den Delray Beach Open, wo er sich für das Hauptfeld qualifizierte, dort jedoch in der ersten Hauptrunde an Adrian Mannarino klar in zwei Sätzen scheiterte.
2017 spielte er das letzte Mal regelmäßig Tennisturniere.

## Erfolge
| Legende (Anzahl der Siege)  |
| Grand Slam                  |
| ATP World Tour Finals       |
| ATP World Tour Masters 1000 |
| ATP World Tour 500          |
| ATP World Tour 250          |
| ATP Challenger Tour (1)     |

### Doppel

#### Turniersiege
| Nr. | Datum           | Turnier | Belag         | Partner         | Finalgegner                 | Ergebnis |
| --- | --------------- | ------- | ------------- | --------------- | --------------------------- | -------- |
| 1.  | 6. Februar 2016 | Dallas  | Hartplatz (i) | Nicolas Meister | Sekou Bangoura Dean O’Brien | 6:1, 6:1 |